# Sinner (singolo Drowning Pool)
Sinner è il terzo singolo del gruppo musicale Drowning Pool, estratto dall'album Sinner. Dal singolo è stato anche tratto il relativo video musicale, che mostra il gruppo mentre esegue il brano vicino ad un motel.

## Tracce
1. Sinner – 2:27

## Formazione
- Dave Williams - voce
- C.J. Pierce - chitarra
- Stevie Benton basso
- Mike Luce (batteria)